# Etsuko Kozakura
Etsuko Kozakura (小桜 エツ子 Kozakura Etsuko?), (nació el 22 de febrero de 1971). Es una seiyū (actriz de voz) que nació en Tokio. Su nombre real es Kumi Uchino (内野 久美 Uchino Kumi?) y está casada con el también seiyū Jin Domon
Ha sido condecorada con el premio "Familia-Niños" en la novena edición de los Seiyū Awards.

## Roles interpretados
- Tamama en Sargento Keroro
- Mirmo en Mirmo!
- Ryo-Ohki en Tenchi Muyō!
- Alielle en El-Hazard
- Megane en Gate Keepers
- Yoriko en You're Under Arrest
- Moo en A Tree of Palme
- Jonathan en Kaleido Star
- Pinnochimon en Digimon Adventure
- Tamama Nitouhei en Sargento Keroro
- Cosmo en Sonic X
- Jibanyan en Yo-Kai Watch
- Muñeca Matrioshka en As the Gods Will
- Recovery Girl en Boku no Hero Academia
- Yōhei en Chi's Sweet Home
- Hámster en Korogashi-ya no Pun